# Neobala huachia
Neobala huachia är en insektsart som beskrevs av Kramer 1963. Neobala huachia ingår i släktet Neobala och familjen dvärgstritar. Inga underarter finns listade i Catalogue of Life.